# У меня нет друга, или One step beyond
«У меня нет друга» (другое название — «У меня нет друга, или One Step Beyond...») — короткометражный художественный фильм, снятый в 1988 году. Одна из первых работ кинорежиссёра Алексея Балабанова, в то время ассистента Свердловской киностудии. Фильм является курсовой работой, снятой во время учёбы на Высших курсах сценаристов и режиссёров; материалы фильма стали базой для дипломной работы режиссёра, фильма «Настя и Егор» (1989).
Съёмки происходили в Свердловске. В фильме приняли участие (как актёры в эпизодах и массовке, а также как авторы и исполнители музыки, вошедшей в саундтрек; в частности, песен из альбома Около радио: «Банановая республика», «Соня любит Петю») многие известные свердловские рок-музыканты, члены Свердловского рок-клуба: Егор Белкин (сыгравший одну из главных ролей), Александр Пантыкин, Дмитрий Умецкий и др., а также иные представители «бурной» культурной жизни Свердловска 1980-х годов.
Второе название фильма взято от композиции в исполнении британской рок-группы Madness, звучащей в начале фильма.
В настоящее время фильм отреставрирован и демонстрируется на показах, посвящённых раннему творчеству режиссёра Алексея Балабанова.

## Сюжет
Советская школьница-старшеклассница на заре перестройки все еще скромна и не разделяет вкусов своих друзей к модной музыке и западным фильмам. Тем не менее, вскоре она попадает под влияние своей подруги, которая подначивает ее начать "взрослую жизнь" и лишиться невинности. Благодаря своему ухажеру, она попадает на концерт группы Егора Белкина (в составе группы — реальные музыканты из групп «Урфин Джюс», «Наутилус Помпилиус», «Трек», «Настя»). После концерта по приглашению Белкина она оказывается на типичной рокерской пьянке (с дискуссиями «о смыслах бытия», «Умецкий опять парит ноги в ванне» и т. п.), затем Белкин её соблазняет. Пережив личную драму, она приходит в школу — теперь она может похвастать перед подругой связью с "настоящим" рок-музыкантом, но всё вокруг говорит о том, что это было сделано зря.

## В ролях
- Ольга Беляева
- Игорь «Егор» Белкин
- Андрей Макаров — камео
- Дмитрий Умецкий — камео
- Виктор «Пифа» Комаров — камео
- Вячеслав Бутусов — камео
- Настя Полева — камео
- Александр Пантыкин — камео
- Алексей Могилевский — камео
- Владимир Назимов — камео
- Евгений Димов — камео
- Татьяна Монахова и др.

## Саундтрек
Madness — One step beyond
Madness — Swan Lake
Billy Idol — Flesh for fantasy
Stray Cats — Ubangi stomp (позже использован в фильме Жмурки)
Чайф — Соня любит Петю
Sting — Fragile